# سالول خملي
السَّالول الخملي هو نوع من السالوليات.